# 御着駅

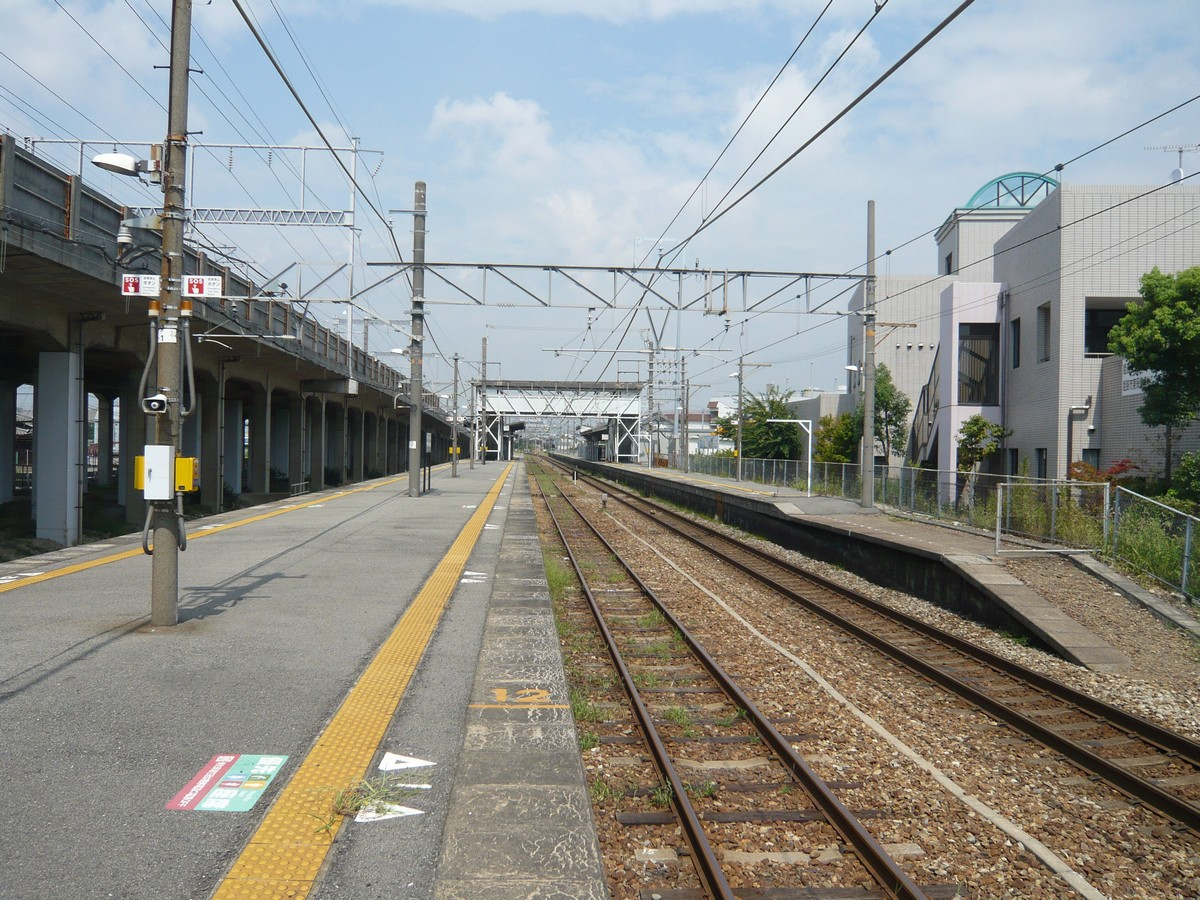
ホーム

御着駅（ごちゃくえき）は、兵庫県姫路市御国野町御着にある、西日本旅客鉄道（JR西日本）・日本貨物鉄道（JR貨物）山陽本線の駅である。駅番号はJR-A83。「JR神戸線」の愛称区間に含まれている。

## 歴史
- 1900年（明治33年）4月18日：山陽鉄道の阿弥陀駅（現在の曽根駅） - 姫路駅間に新設開業[3]。旅客営業のみ[2]。
- 1906年（明治39年）12月1日：山陽鉄道の国有化により官設鉄道（国鉄）の駅となる[2]。
- 1935年（昭和10年） - 現駅舎竣工[1]。
- 1961年（昭和36年）10月1日：貨物の取り扱いを廃止[2]。
- 1984年（昭和59年）2月1日：荷物扱い廃止[2]。
- 1987年（昭和62年）4月1日：国鉄分割民営化により西日本旅客鉄道（JR西日本）の駅となる[2]。
- 1988年（昭和63年）3月13日：路線愛称の制定により、「JR神戸線」の愛称を使用開始。
- 1995年（平成7年）
  - 1月17日：阪神・淡路大震災により、営業休止。
  - 1月18日：西明石駅 - 姫路駅間の復旧により、営業再開。
- 1997年（平成9年）3月8日：JR神戸線標準接近メロディ「さざなみ」導入[4]。
- 1998年（平成10年）2月12日：自動改札機を設置し、供用開始[5]。
- 2003年（平成15年）11月1日：ICカード「ICOCA」の利用が可能となる。
- 2006年（平成18年）10月1日：JR京都・神戸線運行管理システム導入。
- 2007年（平成19年）3月18日：駅自動放送を更新。
- 2008年（平成20年）10月29日：改札内にエレベーターが設置され、供用開始。
- 2015年（平成27年）
  - 2月15日夜：2番線（上下待避線）有効長延長工事開始に伴い2番のりばの上り方分岐器の使用停止、材料線として運用[6]。
  - 3月12日：入線警告音の見直しに伴い、接近メロディをJR神戸線標準接近メロディ「さざなみ」の音質見直し版に再び変更する[7]。
  - 3月13日：みどりの窓口の営業を終了。
  - 3月14日：みどりの券売機プラスを導入。
- 2016年（平成28年）
  - 1月17日夜：2番線（上下待避線）有効長延長工事完了に伴い、2番のりばの使用を開始[6]。
  - 3月26日：日本貨物鉄道（JR貨物）による貨物の取り扱いを開始。
- 2018年（平成30年）3月17日：駅ナンバリングが導入され、使用を開始する[8]。
- 2022年（令和4年）8月31日：みどりの券売機プラスを撤去[9]。

## 駅構造
単式・島式の複合型2面3線のホームを持つ地上駅になっている。駅舎は単式の1番ホーム側にあり、島式の2・3番ホームへはエレベーターを併設した跨線橋で連絡している。上り本線は1番のりば、下り本線は3番のりばであり、2番のりばは上下線共用の待避線（中線）で有効長は597 m、1,300t貨物列車に対応している。また、1番線の北側には短い留置線がある。
停車場で直営駅であるが駅長は配置されておらず、姫路駅が当駅を管理している。アーバンネットワークエリアに属しており、ICOCA及びその相互利用対象ICカードが利用できる。

### のりば
| のりば | 路線     | 方向      | 行先                            | 備考                                                    |
| ------ | -------- | --------- | ------------------------------- | ------------------------------------------------------- |
| 1      | JR神戸線 | 上り      | 三ノ宮・大阪方面                |                                                         |
| 2      | JR神戸線 | 上り 下り | 三ノ宮・大阪方面 姫路・相生方面 | 朝ラッシュ時間帯は上りが、 夕ラッシュ時間帯は下りが発着 |
| 3      | JR神戸線 | 下り      | 姫路・相生方面                  |                                                         |

- 上表の路線名は旅客案内上の名称（愛称）で表記している。
- 東姫路駅開業による普通列車の所要時間延伸によるダイヤの影響を少なくするため、2016年に2番のりばの有効長が529 m（1,100t貨物列車対応）から597 m（1.300t貨物列車対応）に延伸されている[12]。
- 2016年3月26日のダイヤ改正から、2番のりばは平日朝夕ラッシュ時における新快速・特急列車の通過待ちに使われている。朝ラッシュ時間帯は三ノ宮・大阪方面の普通（6:17〜7:49発の全列車）、夕ラッシュ時間帯は姫路・播州赤穂方面の普通（19:06〜20:23発の全列車）が2番のりばから発着する[13]。これは東姫路駅開業に伴って加古川 - 姫路間で普通が新快速から逃げきれなくなったためである。また、貨物列車も定期的に入線する[14]。なお、ダイヤが乱れた時などで折返し列車が停車することもある。姫路駅の播但線・姫新線ホームが地平だった頃は、朝ラッシュ時に播但線で運用された221系の網干総合車両所への折り返しにも使われていた。
- 駅西側には、姫路新幹線保線区への引込み線が存在し、交換用の線路の運搬に使用される。2番のりばには、レール輸送用の列車が停車している場合があり、JR貨物による車扱貨物取り扱い駅となった2016年のダイヤ改正では[15]、北九州貨物ターミナル駅からの高速貨物列車の停車が設定されている[16]。保線区の一部は在来線・新幹線両方の線路に対応した三線軌条となっている。

### ダイヤ
日中時間帯（11〜15時台）は1時間に2本（約30分間隔）が停車する。朝夕時間帯は本数が多くなる。
三ノ宮・大阪方面の上りは、一部を除いて加古川駅で新快速に乗り換えできる。列車種別は大半が西明石駅から快速であるが、22・23時台には西明石行きの普通列車が設定されている。
下り列車は、大半が姫路行きもしくは網干行きであるが、毎日夜間には上郡行き、平日朝及び毎日夜間には赤穂線直通の播州赤穂行きが少ないながら設定されている。

### かつての接続路線
姫路市白浜町付近に設置された陸軍砲兵工廠姫路白浜製造所までの専用線（白濱鉄道）が敷設されていた。
第二次世界大戦後、大蔵省所管となっていた当路線を運輸省に移管の上、貨物用路線として復活することが国会で請願されていた。

## 利用状況
2023年（令和5年）度の1日平均乗車人員は2,653人である。
近年の1日平均乗車人員は以下の通りである。
| 年度   | 1日平均 乗車人員 |
| ------ | ---------------- |
| 2000年 | 3,248            |
| 2001年 | 3,185            |
| 2002年 | 3,106            |
| 2003年 | 3,133            |
| 2004年 | 3,116            |
| 2005年 | 2,836            |
| 2006年 | 2,767            |
| 2007年 | 2,768            |
| 2008年 | 2,696            |
| 2009年 | 2,601            |
| 2010年 | 2,585            |
| 2011年 | 2,601            |
| 2012年 | 2,610            |
| 2013年 | 2,744            |
| 2014年 | 2,716            |
| 2015年 | 2,748            |
| 2016年 | 2,756            |
| 2017年 | 2,827            |
| 2018年 | 2,892            |
| 2019年 | 2,900            |
| 2020年 | 2,430            |
| 2021年 | 2,451            |
| 2022年 | 2,548            |
| 2023年 | 2,653            |

## 駅周辺
2015年（平成27年）3月に改定した「姫路市都市計画マスタープラン」において、当駅周辺は「主核」たる姫路駅に対する、姫路市東部地区における「地域核」として位置づけられている。
- 御着郵便局
- みなと銀行御着支店
- 姫路信用金庫御着支店
- 播磨国分寺跡[1]
- 壇場山古墳
- 御着城跡[1]
- 黒田重隆廟所
- 御着南山公園
- 姫路工業団地協同組合
- 御着四郷皮革協同組合
- 西御着総合センター・皮革資料室
- 東保健福祉サービスセンター
- 姫路市立図書館東分館
- 姫路市埋蔵文化財センター
- 国道2号
- 国道312号

## バス路線
最寄りのバス停は国道2号沿いにある「御着駅前」停留所である。
| 停留所名 | 運行事業者 | 路線名・系統・行先                                                              |
| -------- | ---------- | ------------------------------------------------------------------------------- |
| 御着駅前 | 神姫バス   | - 21系統：姫路駅（北口） / 鹿島神社 - 22系統：姫路駅（北口） / 別所駅・夕陽ヶ丘 |

## 隣の駅
西日本旅客鉄道（JR西日本）
 JR神戸線（山陽本線）
■新快速
通過
■普通（西明石から快速）
ひめじ別所駅 (JR-A82) - 御着駅 (JR-A83) - 東姫路駅 (JR-A84)